# Forchenkopf
Forchenkopf ist ein mit Verordnung des Regierungspräsidiums Karlsruhe vom 18. Dezember 1992 ausgewiesenes Natur- und Landschaftsschutzgebiet mit der Nummer 2.164. Das gleichnamige Landschaftsschutzgebiet hat die Schutzgebietsnummer 2.37.045.

## Lage
Die Schutzgebiete befinden sich im Naturraum Schwarzwald-Randplatten. Sie liegen nordöstlich des Stadtteils Wittlensweiler der Stadt Freudenstadt und sind Teil des FFH-Gebiets Nr. 7516-341 Freudenstädter Heckengäu. 

## Schutzzweck
Laut Verordnung ist der Schutzzweck des Naturschutzgebiets:
- die Erhaltung und Förderung der besonders vielfältig vorhandenen Staudensäume entlang der Wegränder, Heckenrand-Streifen und Waldränder;
- die Erhaltung und Förderung der südexponierten relativ kleinflächigen Halbtrockenrasen als Nahrungs- und Lebensraum einer besonders zahlreichen Insektenfauna;
- die Erhaltung und Förderung des Hecken- und Feldgehölzbestandes in vielfältiger Ausprägung und Zusammensetzung als Lebens- und Rückzugsraum einer reichhaltigen Kleinsäuger- und Avifauna;
- die Erhaltung und Förderung kleinräumiger wechselfeuchter Standorte im Unteren Muschelkalk als Besonderheit in diesem Gebiet;
- die Förderung eines vielschichtigen, naturnahen Waldes mit entsprechender Boden- und Strauchflora.

Schutzzweck des Landschaftsschutzgebietes ist die Erhaltung eines erweiterten Lebens- und Rückzugraumes für die im Naturschutzgebiet vorkommende  Tier- und Pflanzenwelt als ökologisch notwendige Ergänzung sowie die Förderung der relativ extensiv genutzten Wiesen- und Ackerflächen sowie der Streuobstbestände zur Erhaltung eines ausgewogenen Naturhaushaltes als Pufferzone für das Naturschutzgebiet.

## Flora und Fauna
Die Halbtrockenrasen der südexponierten Hänge des Forchenkopfes bieten Lebensraum für etwa 40 zum Teil gefährdete Schmetterlingsarten wie den Großen Schillerfalter und den Himmelblauen Bläuling. Die Halbtrockenrasen sind auch ein idealer Standort für den Gewöhnlichen Fransenenzian und für viele Orchideen wie die Zweiblättrige Waldhyazinthe und die Mücken-Händelwurz.